# Pistol Md. 2000
Pistolul calibrul 9 mm Model 2000 este o variantă modernizată a pistolului semiautomat Model 1995, ambele fiind fabricate de către Uzina Mecanică Cugir. Cele două arme de calibrul 9 mm Parabellum au înlocuit vechile pistoale Tokarev TTC și Carpați Model 1974 din dotarea armatei române. Pistolul este o copie aproape identică a modelului israelian Jericho 941. Pistolul Model 2000 este mai ușor cu 90 de grame în comparație cu predecesorul său.  